# ثلاجة مجتمعية
الثلاجة المجتمعية (بالإنجليزية: Community fridge) هي مبادرة تضامنية تهدف إلى تقليل هدر الطعام ومكافحة انعدام الأمن الغذائي من خلال توفير ثلاجات في أماكن عامة، حيث يمكن لأي شخص وضع الطعام أو أخذه مجاناً، دون الحاجة إلى التسجيل أو التحقق من الهوية. تُعرف هذه المبادرات أيضاً باسم "فريج" (Freedge) أو "ثلاجات التضامن".

## المفهوم
تُعد الثلاجات المجتمعية مشاريع قائمة على المساعدة المتبادلة، حيث تُوضع ثلاجات في أماكن يسهل الوصول إليها، مثل الأرصفة أو أمام المتاجر أو المراكز المجتمعية. تُملأ هذه الثلاجات بالأطعمة الطازجة أو المعلبة أو الوجبات المعدة مسبقاً، ويتم صيانتها من قبل متطوعين وأفراد المجتمع المحلي. تهدف هذه المبادرات إلى تقليل وصمة العار المرتبطة بالحصول على المساعدة الغذائية، من خلال توفير وصول مفتوح ومجاني للجميع، سواء للمساهمة أو الاستفادة.

## التاريخ
بدأت فكرة الثلاجات المجتمعية في ألمانيا من خلال مجموعة تُدعى "فودشيرينغ" (Foodsharing) بين عامي 2012 و 2014، حيث بدأت بوضع الطعام الفائض في ثلاجات عامة لمكافحة إهدار الطعام. ثم انتشرت الفكرة إلى إسبانيا في عام 2015، حيث أُنشئت أول ثلاجة مجتمعية في بلدة غويرنيكا. في المملكة المتحدة، أُطلقت أولى الثلاجات المجتمعية في مدن مثل فروم وساوث ديربيشاير وبريكستون (لندن) وبوتلي (أوكسفورد). في يوليو 2017، أطلقت مؤسسة "هابهاب" (Hubbub) شبكة وطنية للثلاجات المجتمعية لدعم هذه المبادرات.

## الانتشار العالمي
انتشرت الثلاجات المجتمعية في العديد من الدول حول العالم، بما في ذلك الولايات المتحدة وكندا والهند ونيوزيلندا وهولندا وفرنسا واليابان. في الولايات المتحدة، ازدهرت هذه المبادرات خلال جائحة فيروس كورونا حيث ظهرت ثلاجات مجتمعية في مدن مثل نيويورك ولوس أنجلوس وشيكاغو وأتلانتا. على سبيل المثال، أطلقت مجموعة "ذا لوف فريج شيكاغو" (The Love Fridge Chicago) شبكة من الثلاجات المجتمعية في شيكاغو، حيث توفر الطعام والمواد الأساسية للمحتاجين.

## التحديات
في برلين، تم تصميم ثلاجات المجتمع من قِبل موقع مشاركة الطعام في ألمانيا كابتكار اجتماعي يهدف إلى تحسين إمكانية الوصول إلى الطعام للأشخاص الأكثر حاجة، الذين واجهوا صعوبات بسبب الحواجز الناتجة عن ضرورة استخدام خدمة التوفيق عبر الإنترنت أو الحاجة إلى علاقات شخصية مع المتطوعين.
تشمل التحديات المتعلقة بثلاجات المجتمع الحفاظ على النظافة، وضمان سلامة الغذاء، والتأكد من عدم إساءة استخدام نموذج المساعدة المتبادلة الذي تعتمد عليه هذه الثلاجات (مثل إعادة بيع الطعام لتحقيق الربح). في المملكة المتحدة، يتطلب إنشاء ثلاجة مجتمعية: جدول مناوبات للمتطوعين لتنظيف الثلاجة وفحص الطعام؛ تأمين ضد المسؤولية العامة؛ دعم من مسؤول الصحة البيئية في السلطة المحلية؛ وبالطبع، ثلاجة وحاويات نفايات مرتبطة بها. وقد تعرضت عدة ثلاجات مجتمعية في ألمانيا للتهديد بالإغلاق بسبب مخاوف صحية.
غالباً ما لا يلبي الطعام المقدم إلى الثلاجة احتياجات المجتمع الثقافية والتغذوية. بالإضافة إلى ذلك، يوجد عادةً جدل حول قانونية ثلاجات المجتمع.